# Bettié
Bettié este o comună din departamentul Bettié, regiunea Indenié-Djuablin, Coasta de Fildeș.